# Kanton Decazeville
Der Kanton Decazeville war von 1881 bis 2015 ein französischer Wahlkreis im Département Aveyron in der Region Midi-Pyrénées. Er umfasste sieben Gemeinden im Arrondissement Villefranche-de-Rouergue, sein Hauptort (chef-lieu) war Decazeville. Die landesweiten Änderungen in der Zusammensetzung der Kantone brachten im März 2015 seine Auflösung. Vertreter im conseil général des Départements war zuletzt Pierre Delagnes.

## Gemeinden
| Gemeinde          | Einwohner Jahr | Fläche km² | Bevölkerungsdichte | Postleitzahl | Code INSEE |
| ----------------- | -------------- | ---------- | ------------------ | ------------ | ---------- |
| Almont-les-Junies | 485 (2013)     | –          | – Einw./km²        | 12300        | 12004      |
| Boisse-Penchot    | 533 (2013)     | –          | – Einw./km²        | 12300        | 12028      |
| Decazeville       | 5911 (2013)    | –          | – Einw./km²        | 12300        | 12089      |
| Flagnac           | 1058 (2013)    | –          | – Einw./km²        | 12300        | 12101      |
| Livinhac-le-Haut  | 1197 (2013)    | –          | – Einw./km²        | 12300        | 12130      |
| Saint-Parthem     | 407 (2013)     | –          | – Einw./km²        | 12300        | 12240      |
| Saint-Santin      | 555 (2013)     | –          | – Einw./km²        | 12300        | 12246      |